# 流形正则化

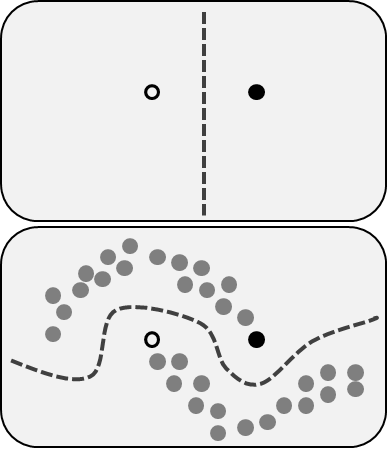
标记数据（黑、白圆圈）稀疏时，流形正则化可利用无标数据（灰色圆圈）将数据分类。无大量标记点时，监督学习算法智能学习非常简单的决策边界（上图）。基于邻点很可能属于同一类的假设，决策边界应避开含大量未标记点的区域。这也就是一种半监督学习。

机器学习中，流形正则化（Manifold regularization）是一种利用数据集形状以约束应在数据集上被学习的函数的技术。在很多机器学习问题中，待学习数据不能涵盖整个输入空间。例如，人脸识别系统不需要分类所有图像，只需分类包含人脸的图像。流形学习技术假定相关数据子集来自流形，是一种具有有用属性的数学结构；且待学习函数是光滑的，即不同标签的数据不应靠在一起，即在有大量数据的区域，标签函数不应快速变化。这样，流形正则化算法便可利用无标数据，通过推广的吉洪诺夫正则化推断哪些区域允许待学习函数快速变化，哪些区域不允许。流形正则化算法可将监督学习算法推广到半监督学习和转导，因为当中有无标数据。流形正则化技术已被应用于医学成像、大地成像与物体识别等领域。

## 流形正则器

### 动机
流形正则化是正则化的一种。正则化是通过惩罚复杂解，以减少过拟合、确保问题良置的一系列技术。具体说，流形正则化扩展了应用于再生核希尔伯特空间（RKHSs）的吉洪诺夫正则化。在RKHS的标准吉洪诺夫正则化下，学习算法试图从函数{\displaystyle {\mathcal {H}}}的假设空间中学习函数f。假设空间是RKHS，就是说与核K相关联，于是候选函数f都有范数{\displaystyle \left\|f\right\|_{K}}，代表候选函数在假设空间中的复杂度。算法会考虑候选函数的范数，以惩罚复杂函数。
形式化：给定一组有标训练数据{\displaystyle (x_{1},y_{1}),\ldots ,(x_{\ell },y_{\ell })}，其中{\displaystyle x_{i}\in X,y_{i}\in Y}，以及损失函数V。基于吉洪诺夫正则化的学习算法将试图求解
{\displaystyle {\underset {f\in {\mathcal {H}}}{\arg \!\min }}{\frac {1}{\ell }}\sum _{i=1}^{\ell }V(f(x_{i}),y_{i})+\gamma \left\|f\right\|_{K}^{2}}
其中{\displaystyle \gamma }是超参数，用于控制算法对简单函数与更能拟合数据的函数的偏好。

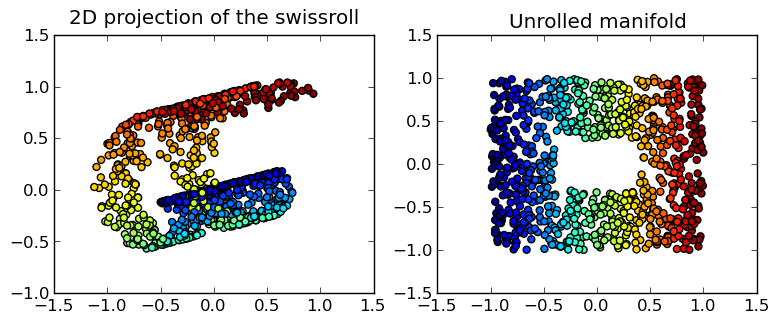
嵌入3维空间的2维流形（左）。流形正则化试图学习在展开流形上光滑的函数（右）。

流形正则化在标准吉洪诺夫正则化的环境正则项（ambient regularizer）上增加了第二个正则化项——内蕴正则项（intrinsic regularizer）。在流形假设下，数据不是来自整个输入空间X，而是来自非线性流形{\displaystyle M\subset X}。流形（即内蕴空间）的几何用于确定正则化范数。

### 拉普拉斯范数
内蕴正则项{\displaystyle \left\|f\right\|_{I}}有很多选择。如流形上的梯度{\displaystyle \nabla _{M}}，可以衡量目标函数的光滑程度。光滑函数应在输入数据密集处变化较慢，即梯度{\displaystyle \nabla _{M}f(x)}与边际概率密度（marginal probability density）{\displaystyle {\mathcal {P}}_{X}(x)}（随机选定的数据点落在x处的概率密度）呈负相关。这就为内蕴正则项提供了合适的选择：
{\displaystyle \left\|f\right\|_{I}^{2}=\int _{x\in M}\left\|\nabla _{M}f(x)\right\|^{2}\,d{\mathcal {P}}_{X}(x)}
实践中，由于边际概率密度{\displaystyle {\mathcal {P}}_{X}}未知，无法直接计算范数，但可根据数据进行估计。

### 基于图的拉普拉斯范数
将输入点间距解释为图，图的拉普拉斯矩阵就可帮助估计边际分布。假设输入数据包括{\displaystyle \ell }个有标例子（输入x与标签y的点对）、u个无标例子（无对应标签的输入）。定义W为图的边权重矩阵，{\displaystyle W_{ij}}是数据点{\displaystyle x_{i},\ x_{j}}间的距离。定义D为对角矩阵，其中{\displaystyle D_{ii}=\sum _{j=1}^{\ell +u}W_{ij}}。L是拉普拉斯矩阵{\displaystyle D-W}。则，随着数据点数{\displaystyle \ell +u}增加，L将收敛于拉普拉斯-贝尔特拉米算子{\displaystyle \Delta _{M}}，其是梯度{\displaystyle \nabla _{M}}的散度。则若{\displaystyle \mathbf {f} }是f在数据处的值向量，{\displaystyle \mathbf {f} =[f(x_{1}),\ldots ,f(x_{l+u})]^{\mathrm {T} }}，则就可估计内蕴范数：
{\displaystyle \left\|f\right\|_{I}^{2}={\frac {1}{(\ell +u)^{2}}}\mathbf {f} ^{\mathrm {T} }L\mathbf {f} }
随着数据点数{\displaystyle \ell +u}增加，{\displaystyle \left\|f\right\|_{I}^{2}}的经验定义会收敛到已知{\displaystyle {\mathcal {P}}_{X}}时的定义。

### 基于图的方法解正则化问题
用权重{\displaystyle \gamma _{A},\ \gamma _{I}}作为环境正则项和内蕴正则项，最终的待解表达式变为
{\displaystyle {\underset {f\in {\mathcal {H}}}{\arg \!\min }}{\frac {1}{\ell }}\sum _{i=1}^{\ell }V(f(x_{i}),y_{i})+\gamma _{A}\left\|f\right\|_{K}^{2}+{\frac {\gamma _{I}}{(\ell +u)^{2}}}\mathbf {f} ^{\mathrm {T} }L\mathbf {f} }
与其他核方法类似，{\displaystyle {\mathcal {H}}}可能是无限维空间。因此，若正则化表达式无法明确求解，就不可能在整个空间中搜索解；相反，表示定理表明，在选择范数{\displaystyle \left\|f\right\|_{I}}的特定条件下，最优解{\displaystyle f^{*}}必须是以每个输入点为中心的核的线性组合：对某些权重{\displaystyle \alpha _{i}}
{\displaystyle f^{*}(x)=\sum _{i=1}^{\ell +u}\alpha _{i}K(x_{i},x)}
利用这结果，可在{\displaystyle \alpha _{i}}的可能选择定义的有限维空间中搜索最优解{\displaystyle f^{*}}。

### 拉普拉斯范数的泛函方法
图拉普拉斯之外的想法是利用邻域估计拉普拉斯量。这种方法类似于局部平均法，但众所周知处理高维问题时扩展性很差。事实上，图拉普拉斯函数会受到维数灾难影响。
幸运的是，通过更先进的泛函分析，可利用函数的预期光滑性进行估算：由核导数估计拉普拉斯算子的值{\displaystyle \partial _{1,j}K(x_{i},x)}，其中{\displaystyle \partial _{1,j}}表示对第一个变量第j个坐标的偏导数。
这第二种方法与无网格法有关，同PDE中的有限差分法形成对比。

## 应用
选择适当的损失函数V、假设空间{\displaystyle {\mathcal {H}}}，流形正则化可推广到各种可用吉洪诺夫正则化表达的算法。两个常用例子是支持向量机和正则化最小二乘法。（正则化最小二乘包括岭回归；相关的LASSO、弹性网正则化等算法可被表为支持向量机。）这些算法的推广分别称作拉普拉斯正则化最小二乘（LapRLS）和拉普拉斯支持向量机（LapSVM）。

### 拉普拉斯正则化最小二乘（LapRLS）
正则化最小二乘（RLS）是一类回归分析算法：预测输入x的值{\displaystyle y=f(x)}，目标是使预测值接近数据的真实标签。RLS的设计目标是在正则化的前提下，最大限度减小预测值与真实标签之间的均方误差。岭回归是RLS的一种形式，一般来说RLS与结合了核方法的岭回归是一样的。在吉洪诺夫正则化中，损失函数V的均方误差是RLS问题陈述的结果：
{\displaystyle f^{*}={\underset {f\in {\mathcal {H}}}{\arg \!\min }}{\frac {1}{\ell }}\sum _{i=1}^{\ell }(f(x_{i})-y_{i})^{2}+\gamma \left\|f\right\|_{K}^{2}}
根据表示定理，解可写作在数据点求值的核的加权和：
{\displaystyle f^{*}(x)=\sum _{i=1}^{\ell }\alpha _{i}^{*}K(x_{i},x)}
解{\displaystyle \alpha ^{*}}可得
{\displaystyle \alpha ^{*}=(K+\gamma \ell I)^{-1}Y}
其中K定义为核矩阵，{\displaystyle K_{ij}=K(x_{i},x_{j})}，Y是标签向量。
为流形正则化添加拉普拉斯项，得到拉普拉斯RLS的表达：
{\displaystyle f^{*}={\underset {f\in {\mathcal {H}}}{\arg \!\min }}{\frac {1}{\ell }}\sum _{i=1}^{\ell }(f(x_{i})-y_{i})^{2}+\gamma _{A}\left\|f\right\|_{K}^{2}+{\frac {\gamma _{I}}{(\ell +u)^{2}}}\mathbf {f} ^{\mathrm {T} }L\mathbf {f} }
再根据流形正则化的表示定理，可知
{\displaystyle f^{*}(x)=\sum _{i=1}^{\ell +u}\alpha _{i}^{*}K(x_{i},x)}
这就得到了向量{\displaystyle \alpha ^{*}}的表达式。令K是上述核矩阵，Y是数据标签向量，J是{\displaystyle (\ell +u)\times (\ell +u)}分块矩阵{\displaystyle {\begin{bmatrix}I_{\ell }&0\\0&0_{u}\end{bmatrix}}}：
{\displaystyle \alpha ^{*}={\underset {\alpha \in \mathbf {R} ^{\ell +u}}{\arg \!\min }}{\frac {1}{\ell }}(Y-JK\alpha )^{\mathrm {T} }(Y-JK\alpha )+\gamma _{A}\alpha ^{\mathrm {T} }K\alpha +{\frac {\gamma _{I}}{(\ell +u)^{2}}}\alpha ^{\mathrm {T} }KLK\alpha }
解是
{\displaystyle \alpha ^{*}=\left(JK+\gamma _{A}\ell I+{\frac {\gamma _{I}\ell }{(\ell +u)^{2}}}LK\right)^{-1}Y}
LapRLS已被用于传感器网络、
医学成像、
物体检测、
光谱学、
文档分类、
药物-蛋白质相互作用、
压缩图像与视频等问题。

### 拉普拉斯支持向量机（LapSVM）
支持向量机（SVMs）是一系列算法，常用于数据分类。直观说，SVM在类间画出边界，使最接近边界的数据尽量远离边界。这可直接表为线性规划问题，但也等同于带铰链损失的吉洪诺夫正则化，即{\displaystyle V(f(x),y)=\max(0,1-yf(x))}：
{\displaystyle f^{*}={\underset {f\in {\mathcal {H}}}{\arg \!\min }}{\frac {1}{\ell }}\sum _{i=1}^{\ell }\max(0,1-y_{i}f(x_{i}))+\gamma \left\|f\right\|_{K}^{2}}
将内蕴正则化项加进去，就得到了LapSVM问题的陈述：
{\displaystyle f^{*}={\underset {f\in {\mathcal {H}}}{\arg \!\min }}{\frac {1}{\ell }}\sum _{i=1}^{\ell }\max(0,1-y_{i}f(x_{i}))+\gamma _{A}\left\|f\right\|_{K}^{2}+{\frac {\gamma _{I}}{(\ell +u)^{2}}}\mathbf {f} ^{\mathrm {T} }L\mathbf {f} }
同样，表示定理允许用在数据点得值的核表示解：
{\displaystyle f^{*}(x)=\sum _{i=1}^{\ell +u}\alpha _{i}^{*}K(x_{i},x)}
将问题重写为线性规划问题、求解对偶问题就可得到{\displaystyle \alpha }。令K是核矩阵、J是分块矩阵{\displaystyle {\begin{bmatrix}I_{\ell }&0\\0&0_{u}\end{bmatrix}}}，则解可写作
{\displaystyle \alpha =\left(2\gamma _{A}I+2{\frac {\gamma _{I}}{(\ell +u)^{2}}}LK\right)^{-1}J^{\mathrm {T} }Y\beta ^{*}}
其中{\displaystyle \beta ^{*}}是对偶问题的解
{\displaystyle {\begin{aligned}&&\beta ^{*}=\max _{\beta \in \mathbf {R} ^{\ell }}&\sum _{i=1}^{\ell }\beta _{i}-{\frac {1}{2}}\beta ^{\mathrm {T} }Q\beta \\&{\text{subject to}}&&\sum _{i=1}^{\ell }\beta _{i}y_{i}=0\\&&&0\leq \beta _{i}\leq {\frac {1}{\ell }}\;i=1,\ldots ,\ell \end{aligned}}}
Q的定义是
{\displaystyle Q=YJK\left(2\gamma _{A}I+2{\frac {\gamma _{I}}{(\ell +u)^{2}}}LK\right)^{-1}J^{\mathrm {T} }Y}
LapSVM已被应用于大地成像、
医学成像、
人脸识别、
机器维护、
脑机接口等问题。

## 局限
- 流形正则化假定不同标签的数据不在一起，这样就能从无标数据中提取信息。但这只适用于一部分问题。根据数据结构不同，可能要用不同的半监督或转导学习算法。[26]
- 某些数据集中，函数的内蕴范数{\displaystyle \left\|f\right\|_{I}}可能非常接近环境范数{\displaystyle \left\|f\right\|_{K}}：例如，若数据由位于垂直线上的两类组成，则内蕴范数将等于环境范数。这时，即便数据符合光滑分离器假设，无标数据也无法对流形正则化学习到的解产生影响。与联合训练相关的方法已用于解决这一限制。[27]
- 若有大量无标数据，则核矩阵K将变得极大，计算时间可能非常久。这时在线算法与流形的稀疏近似可能有所帮助。[28]

### 软件
- ManifoldLearn库 （页面存档备份，存于）与Primal LapSVM库 （页面存档备份，存于）在MATLAB中实现了LapRLS和LapSVM。
- C++的Dlib库 （页面存档备份，存于）包含线性流形正则化函数。